# 342 (عدد)
342 (ثلاثمائة واثنان وأربعون ) هو عدد صحيح  يلي العدد 341 ويسبق العدد 343 وهو عدد طبيعي موجب.

## في الرياضيات

### خصائص
- 342 عدد زوجي